# Delomys
Delomys é um gênero de roedores da família Cricetidae.

## Espécies
- Delomys collinus Thomas, 1917
- Delomys dorsalis (Hensel, 1872)
- Delomys sublineatus (Thomas, 1903)